# Carinho
Carinho é um gesto afectivo entre duas criaturas que pode envolver contacto físico, palavras, ou simplesmente um olhar. O carinho pode ocorrer entre indivíduos indiferentemente de sexo, cor, religião e nacionalidade, ocorrendo inclusive entre pessoas e animais, ou ainda entre os próprios animais (principalmente os mamíferos de mesma espécie). 

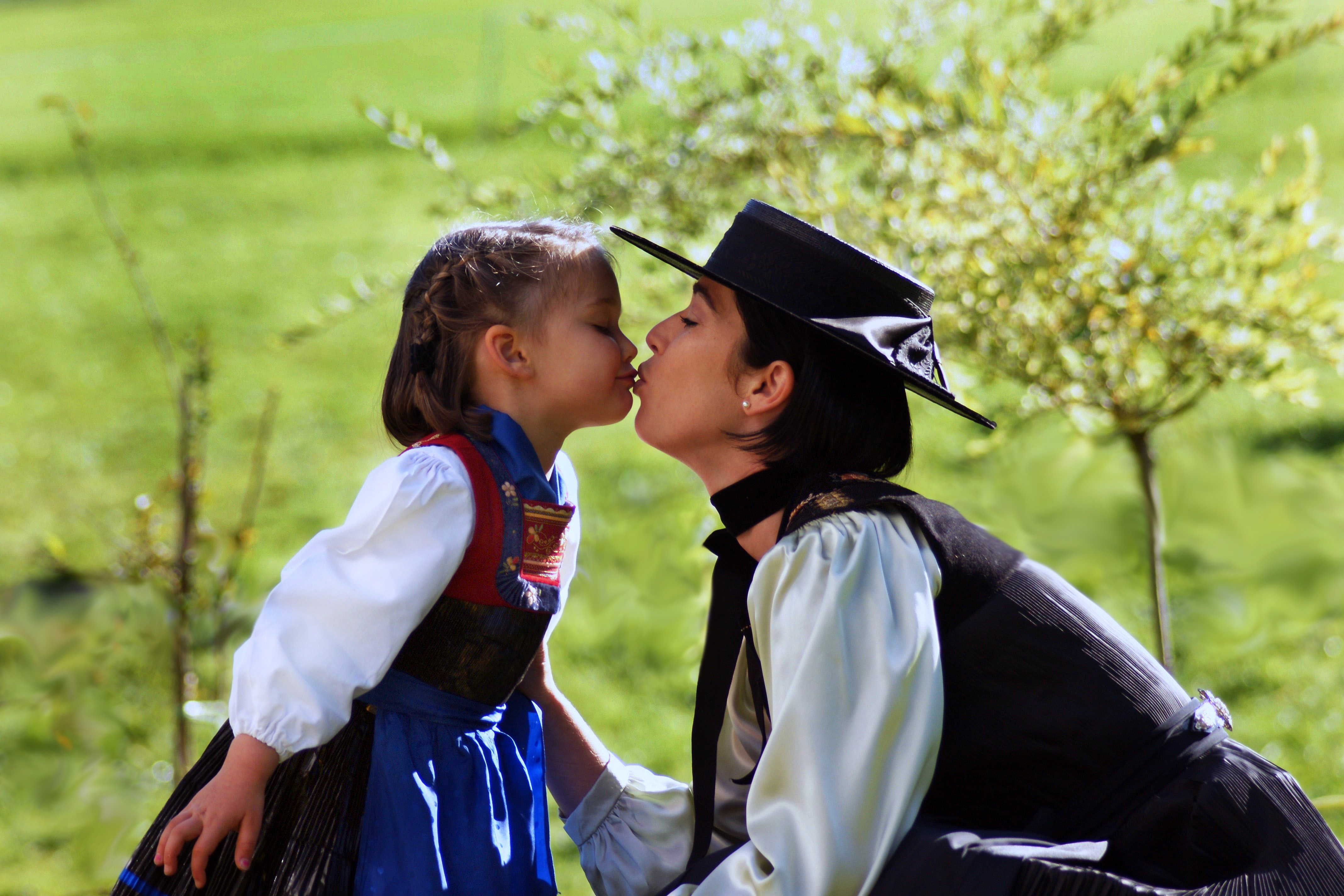
Carinho: mãe e filha.

A maioria das pessoas desejam intimidade física ocasional, que é uma parte natural da sexualidade humana, uma pesquisa mostrou que isso possui benefícios para a saúde. Um abraço ou toque pode resultar na libertação de oxitocina, dopamina e serotonina, e na redução do hormônio do estresse.

## Espaço pessoal
A maioria das pessoas valorizam o seu espaço pessoal e tem a sensação de desconforto, raiva ou ansiedade quando seu espaço pessoal é invadido. Entrar no espaço pessoal de alguém normalmente é uma indicação de familiaridade e intimidade. Contudo, na sociedade moderna, particularmente nas comunidades urbanas populosas, é por vezes difícil de manter um espaço de pessoal, por exemplo, num comboio cheio, elevador ou na rua. Muitas pessoas acham que essa proximidade física pode ser psicologicamente perturbadora e desconfortável, embora seja aceita como um fato da vida moderna. Em uma situação impessoal lotada, contato visual tende a ser evitado.

## Carinho entre os animais
Mamíferos como os golfinhos, os gatos e os cachorros são bons exemplos de que o carinho transcende a razão, ou de que seja algo que ocorre apenas entre os seres humanos. É sabido de casos de gatos e cachorros que morando no mesmo lar, possuem atitudes típicas de carinho, como brincar juntos e esquentar o outro em períodos frios.

## Skinship
Skinship é o termo utilizado para designar uma amizade que não envolve um relacionamento íntimo. Este termo é origina-se através da junção das palavras skin (pele) e friendship (amizade).
Esta expressão pode ser vista nos abraços entre pais e filhos.